# Storia dei concetti
La storia dei concetti o storia concettuale (in tedesco, Begriffsgeschichte) è un genere di ricerca storica che analizza il pensiero del passato concentrandosi sul mutevole significato di singoli lemmi, anziché su altre possibili unità di analisi (autori, testi, idee, scuole di pensiero, tradizioni culturali, movimenti sociali, ecc.).

## Storia
Se intesa in senso generico, come indagine storico-critica delle parole usate dalla filosofia, come filologia applicata alla filosofia, allora la storia dei concetti si può affermare nasca già nel Settecento, assieme ai primi lessici filosofici, come il Philosophisches Lexikon di Johann Georg Walch del 1726. Le tendenze storiciste della cultura romantica e idealistica tedesca diedero un impulso importante allo sviluppo di questo genere di studi – indicativo è che l'espressione "storia dei concetti" si incontri per la prima volta, ancorché in un'accezione peculiare, nelle Lezioni sulla filosofia della storia di Hegel. Anticipazioni della storia concettuale in senso stretto possono essere considerati gli Studien zur Geschichte der Begriffe ("Studi sulla storia dei concetti") di Gustav Teichmüller e la Geschichte der philosophischen Terminologie ("Storia della terminologia filosofica") di Rudolph Eucken, pubblicati rispettivamente nel 1879 e nel 1874.
Ma la storia dei concetti diventa un autonomo campo di ricerca storico-filosofica solo nel Novecento, quando diventa consapevole "storia dei significati" (Bedeutungsgeschichte) assunti dai termini e dai problemi della tradizione filosofica, combinando in tal modo l'istanza classificatoria, propriamente filologica e lessicografica, con l'obiettivo di una più ambiziosa analisi storico-genetica del sistema concettuale della filosofia.
Intesa in questo modo, la storia dei concetti nasce sulla spinta di una varietà di apporti culturali (l'ermeneutica di Gadamer, la filosofia del linguaggio di Wittgenstein, la dottrina della costituzione di Carl Schmitt) e sviluppa un metodo capace di interagire proficuamente soprattutto con la storia costituzionale (Brunner, Miglio, Schiera), la storia delle idee (Lovejoy) e con la storiografia del discorso politico della scuola di Cambridge (J. G. A. Pocock, Skinner).

## Opere di riferimento
Gli studi di storia dei concetti sono stati teorizzati e praticati in Germania a partire dal secondo dopoguerra. L’atto di nascita della storia dei concetti può essere identificato nella creazione, da parte di Erich Rothacker, della rivista "Archiv für Begriffsgeschichte" nel 1955. A partire da quella data, la storia dei concetti in Germania ha prodotto soprattutto tre ampie opere di riferimento: i Geschichtliche Grundbegriffe ("Concetti storici fondamentali"), lo Historisches Wörterbuch der Philosophie ("Vocabolario storico della filosofia") e lo Handbuch politisch-sozialer Grundbegriffe in Frankreich, 1680-1820 ("Manuale dei concetti politico-sociali fondamentali in Francia, 1680-1820"). Ognuna di tali opere scrive la storia dei concetti con uno stile differente e copre un differente arco temporale o tematico.
Oltre a queste ampie lessicografie e a singole monografie di studiosi riconducibili alla storia dei concetti, questo approccio è adottato in modo programmatico da alcune pubblicazioni periodiche come "Archiv für Begriffsgeschichte" e "Contributions to the History of Concepts".

### Historisches Wörterbuch der Philosophie
Lo Historisches Wörterbuch der Philosophie ("Vocabolario storico della filosofia"), a cura di Joachim Ritter, Karlfried Gründer e Gottfried Gabriel (12 + 1 voll., Schwabe, 1971-2007) fornisce informazioni su come i concetti tecnici della filosofia sono stati usati dai diversi autori e scuole di pensiero, elencando i significati di cui essi sono stati portatori. Ogni articolo identifica gli autori che hanno discusso o impiegato il concetto, riassume gli usi nella discussione filosofica, presenta le principali edizioni dei testi e la letteratura secondaria in varie lingue. L'approccio è a-contestuale, nel senso che gli articoli non tentano di porre in relazione la storia dei concetti con i mutamenti della struttura sociale, politica ed economica, o con i cambiamenti delle mentalità all'interno della società. Tuttavia gli articoli prendono in considerazione il co-testo costituito dagli usi dei concetti in campi affini, non specificamente filosofici, come la teologia, la psicologia, la pedagogia, la sociologia, la storiografia e la storia dell'arte, la politica, la giurisprudenza, la medicina e le scienze naturali. Il metodo storico-concettuale consente di comprendere la posizione sincronica e il significato dei singoli termini in determinate epoche o presso certi filosofi, sia diacronicamente i loro mutamenti di significato all'interno della storia della filosofia occidentale. Nel complesso, il lessico documenta l'origine e gli sviluppi di un totale di 3670 termini filosofici in 17.144 colonne e circa 6.000 articoli. Alla sua creazione hanno contribuito circa 1500 studiosi dal 1971 al 2007.

### Geschichtliche Grundbegriffe
I Geschichtliche Grundbegriffe ("Concetti storici fondamentali"), a cura di Otto Brunner, Werner Conze e Reinhart Koselleck (8 voll., Klett-Cotta, 1972-1997) trattano dei concetti specifici del linguaggio politico e sociale usato nell'Europa di lingua tedesca con particolare riferimento al periodo compreso tra il 1750 e il 1850 circa: tale periodo è stato chiamato da Koselleck Sattelzeit ("soglia epocale", lett. "epoca-sella") per indicare un'accentuata trasformazione degli assetti istituzionali e sociali, per effetto della rivoluzione francese, dell'avvio del processo di industrializzazione e della crisi della società per ceti, che segna il passaggio definitivo alla modernità. Secondo l'ipotesi di ricerca indagata dai Geschichtliche Grundbegriffe, tale passaggio avrebbe avuto un impatto profondo sul lessico politico e sociale, che si modifica a velocità accelerata; sarebbe perciò possibile individuare la genesi della modernità attraverso il mutamento epocale intervenuto in tale lessico. Sebbene l'arco temporale considerato dalle voci dei Geschichtliche Grundbegriffe non sia strettamente limitato al passaggio tra prima età moderna ed età contemporanea, ma includa anche il ricorso all’antichità, al Medioevo, al Rinascimento, alla Riforma e all'umanesimo, nella misura in cui la storia terminologica dei concetti moderni risalga a tali epoche, nondimeno è caratteristica della storia concettuale la ricerca di discontinuità recenti e rotture, anziché delle continuità di lungo periodo e delle origini antiche.
Il progetto include 119 articoli redatti da 109 autori, per una lunghezza complessiva di più di 9 000 pagine. Più di cinquanta pagine sono la media per articolo. Alcuni di questi articoli sono stati tradotti e pubblicati autonomamente come libro, come le voci sui concetti di Progresso, Libertà, Democrazia, Politica e Costituzione.

### Handbuch politisch-sozialer Grundbegriffe in Frankreich, 1680-1820
Lo Handbuch politisch-sozialer Grundbegriffe in Frankreich, 1680-1820 ("Manuale dei concetti politico-sociali fondamentali in Francia, 1680-1820"), a cura di Rolf Reichardt, Eberhard Schmitt e altri (22 voll. editi sino al 2022, Oldenbourg, 1985-2021).

## Influenza
La storia dei concetti tedesca ha avuto un'influenza internazionale sugli studi storiografici.
In Italia la storia dei concetti è stata ripresa e ha alimentato le ricerche di Pierangelo Schiera e dell'Istituto Storico Italo-Germanico di Trento, di Carlo Galli e della rivista "Filosofia politica" di Bologna, di Giuseppe Duso e del Gruppo di ricerca sui concetti politici moderni a Padova, e del Centro Interuniversitario di Ricerca sul Lessico Politico e Giuridico Europeo coordinato dall'Università Suor Orsola Benincasa di Napoli.
Nel 1998 su iniziativa di Melvin Richter (City University of New York) e Kari Palonen (Università di Jyväskylä) è nato lo "History of Political and Social Concepts Group", che raccoglie accademici di varie università del mondo ed è affiliato con il Centro per la Storia intellettuale dell'Università di Helsinki. Oltre a tenere seminari e due summer schools (a Helsinki e in varie località dell'America Latina), il gruppo organizza ogni anno una conferenza internazionale e dal 2006 pubblica la rivista "Contributions to the History of Concepts"